# Micrarctiini
Micrarctiini (лат.) — триба бабочек из подсемейства медведиц (Arctiinae) семейства эребид.

## Описание
Передние голени обычно без шипов на вершине, за исключением родов Divarctia и Centrarctia. Задние голени с двумя парами шпор. Крылья не прозрачны. Вершина ункуса копулятивного органа самцов заострённая.

## Систематика
Триба объединяет 18 родов.
- Amurrhyparia Dubatolov, 1985
- Apantesis Harris, 1841
- Centrarctia Dubatolov, 1990
- Chelis Rambur, 1866
- Diacrisia Hübner, 1819
- Divarctia Dubatolov, 1990
- Ebertarctia Dubatolov 2004
- Grammia Rambur, 1866
- Holoarctia Ferguson, 1984
- Hyperborea Grum-Grshimailo, 1900
- Micrarctia Seitz, 1910
- Notarctia Smith, 1938
- Neoarctia Neumoegen et Dyar 1893
- Palearctia Ferguson, 1984
- Rhyparia Hübner, 1820
- Rhyparioides Butler, 1877
- Sibirarctia Dubatolov, 1987
- Tancrea Püngeler, 1898<

## Распространение
Триба имеет преимущественно голарктическое распространение. Лишь отдельные представители встречаются в Неотропической области.